# Gerichtsbezirk Bleiburg

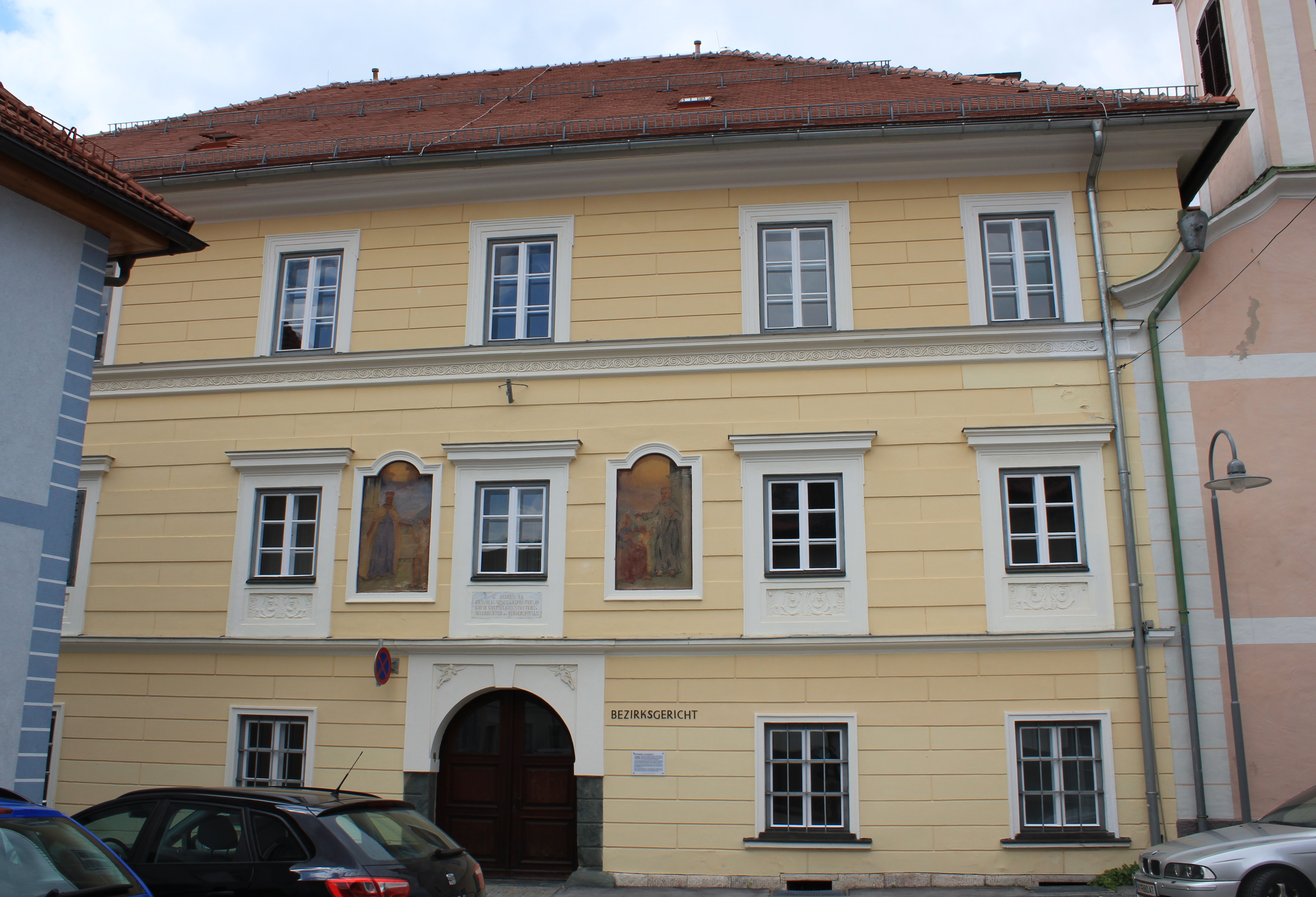
Bezirksgericht Bleiburg

Der Gerichtsbezirk Bleiburg ist einer von elf Gerichtsbezirken in Kärnten und einer von dreien im politischen Bezirk Völkermarkt. Der übergeordnete Gerichtshof ist das Landesgericht Klagenfurt.

## Gerichtssprengel
Einwohner: Stand 1. Jänner 2024

### Städte
- Bleiburg (3.989 Ew.)

### Marktgemeinden
- Feistritz ob Bleiburg (2.266 Ew.)

### Gemeinden
- Globasnitz (1.577 Ew.)
- Neuhaus (1.015 Ew.)

## Geschichte
1977 wurde der Gerichtsbezirk Eberndorf aufgelöst und die Gemeinde Globasnitz wurde dem Gerichtsbezirk Bleiburg zugewiesen.